# Uettelsheimer See

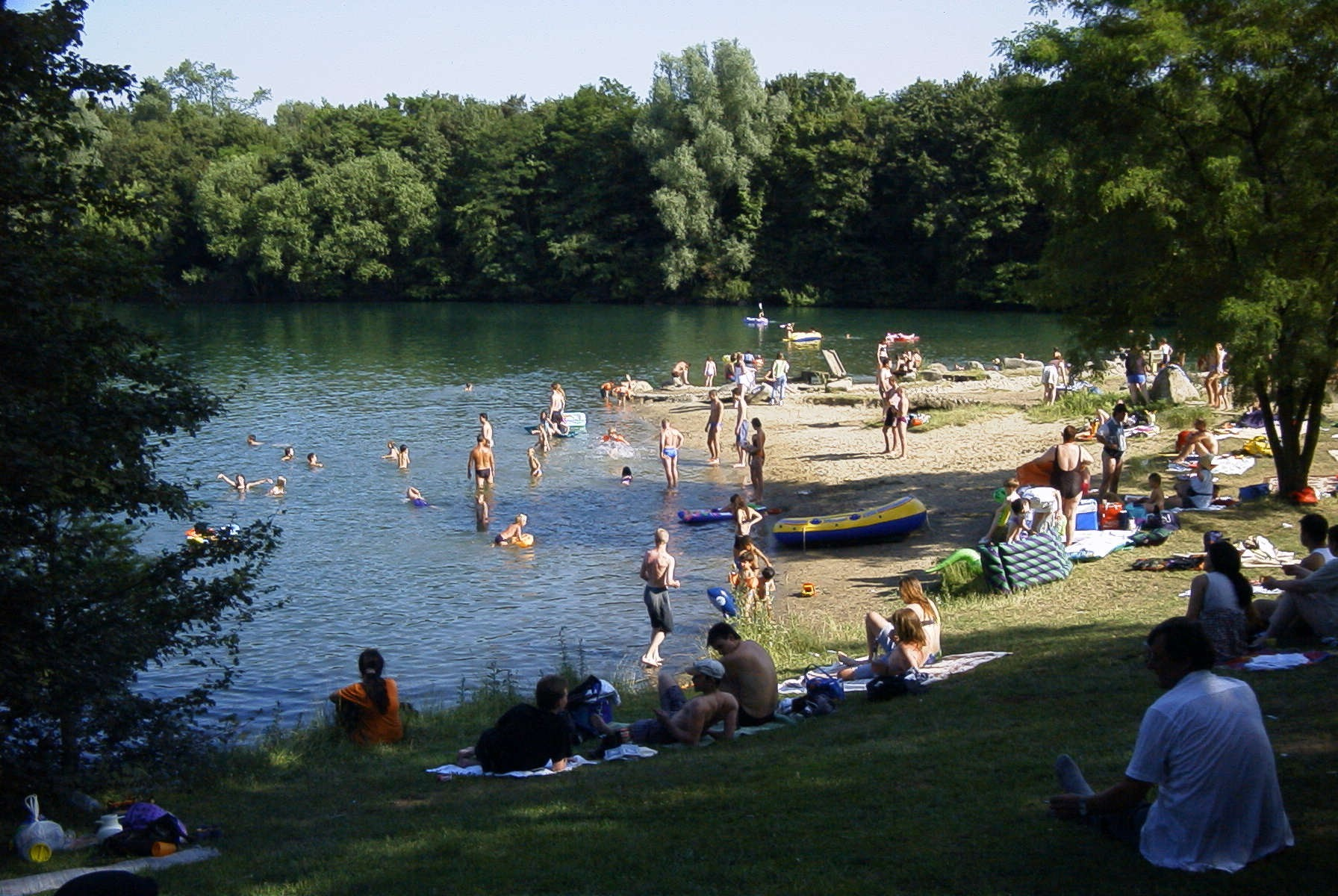
Badende am Uettelsheimer See, 2000

Der Uettelsheimer See befindet sich im linksrheinischen Duisburger Stadtteil Homberg-Ruhrort-Baerl und ist ein aus einem Baggersee entstandenes Naherholungsgebiet. Im Osten grenzt er an Homberg, im Süden an Hochheide, beides ebenfalls Duisburger Stadtteile. Im Westen trennen ihn nur einige Felder und Weiden von der Stadt Moers.

## Beschreibung
Durch Kiesabgrabung entstand seit den 1950er Jahren eine Wasserfläche von 23 ha, deren Umgebung (97 ha) von 1969 bis 1992 ausgebaut wurde. So wurden die Uferlinien hergerichtet, Wege und eine Parklandschaft angelegt sowie Rückzugsgebiete für Flora und Fauna geschaffen.
In der direkten Umgebung des Sees gibt es 7,5 km Wanderwege, darunter einen 3,5 km langen, teils ufernahen Rundweg. Am südwestlichen Ufer befindet sich ein Wasserspielplatz.
Der See ist ein Angelplatz, Bademöglichkeiten sind jedoch nicht vorhanden. Das Baden im See, sowie die Nutzung von Wasserfahrzeugen jeglicher Art, mit Ausnahme des ansässigen Angelvereins, ist verboten. Unter anderem besteht eine Verletzungsgefahr durch Bauschutt, der in den Uferbereich eingebracht wurde. Trotzdem finden sich im Sommer zahlreiche Badende an den Ufern.

## Geschichte

Uettelsheimer See von der Tongrube 1926 zum Naherholungsgebiet im Jahr 2000 auf Luftbildern der Stadt Duisburg

Uettelsheim liegt in der Niederterrasse des Rheintales (NT 3) auf einer Sand- und Kiesbank, die während der Weichsel-Kaltzeit von Schmelzwassermassen abgelagert wurde. Diese dreieckige Insel im Ur-Rhein reicht von Schwafheim im Süden bis zur ganzen Breite des Baerler Busches und Baerl im Norden. Bohrungen zeigten, dass unterhalb dieser Kiesbank eine Sandschicht mit eingelagertem Bimsstein aus dem Laacher-See-Ausbruch im Jahr 11.056 v. Chr. liegt. Damals gelangten große Mengen Bims in den Oberrhein, stauten ihn zeitweise auf und wurden mit Flutwellen bis an den Niederrhein geschwemmt. Die aufliegende Kiesbank entstand erst in den letzten Jahrhunderten der Weichsel-Kaltzeit bis ca. 10.000 v. Chr. Die Oberkante der Kiesbank-Hochstufe lag zunächst 9–10 m ü. RhN. Da die Wasserstände mit den sommerlichen Schmelzwassern und winterlichen Vereisungen erheblich schwankten, bildeten sich an der Südspitze der ursprünglichen Insel immer wieder überflutete Rinnen. Eine solche Rinne ist das Gebiet westlich von Uettelsheim. Der Westwind wehte daraus beim Trockenfallen Lehm und Flugsande auf die Hochfläche der Kiesbank aus der später der Uettelsheimer See ausgebaggert wurde.
Auf dem schon vor dem Deichbau hochwassergeschützten Gebiet wurden über dem heutigen Westufer des Sees Reste eines römischen Gutshofes sowie ebenfalls römische Gräber und ein Tuffsarg gefunden.
Lehm und Sand wurden wahrscheinlich schon im ausgehenden 19. Jahrhundert zum Ziegelbrennen abgebaut. In den 1920er Jahren stand eine große Ziegelei mit Bahnanschluss dort, wo heute im See die Vogelschutzinsel ist. Das Material wurde in den umliegenden Feldern oberhalb des Grundwasserspiegels abgebaut. Die Trockenhallen und Gruben der Ziegelei sind im Luftbild von 1926 gut zu erkennen.
Um 1952 begann man zunächst im Norden des heutigen Naherholungsgebietes, wo heute der Aussichtsberg und das Brachland südlich der Kohlenstraße liegen, Kies und Sand unterhalb des Grundwasserspiegels zu baggern. Der entstandene See wurde Ende der 1950er Jahre wieder verfüllt. In den 1960er Jahren wurde mit dem Ausbaggern im Süden begonnen und dabei die Ziegelei abgerissen. Am Westrand des Abbaugebietes baute man eine moderne Ziegelei, deren überwucherten Ruinen heute (2023) noch stehen. Der Abbau wanderte in den 1970er Jahren immer weiter nach Norden und stillgelegte Bereiche im Süden wurden renaturiert und mit Spazierwegen versehen. Bis in die 1990er Jahre baggerte man immer weiter nach Norden, bis der verfüllte erste See erreicht wurde. Der Aussichtsberg wurde aufgeschüttet und auch die nördlichen Ufer renaturiert und der Rundweg vollendet.

## Ökologie
Der Uettelsheimer See wird durch Grundwasser gespeist und verändert seinen Wasserstand mit dem Pegel des ca. 1 km entfernten Rhein.
Gemeinsam mit den städtischen Betrieben setzte sich einst der Bürgerverein Haesen und Gerdt für die ökologischen Belange des Uettelheimer Sees und den Vogelschutz ein. Das Fischereirecht hat die IG Üttelsheimer See, bestehend aus den Trägervereinen ASV Vater Rhein e.V. und ASV Petri Heil e.V., gepachtet. Gastscheine sind verfügbar.
Seit dem Jahr 2000 bereiten massenhaft auftretende, nicht heimische Kanada- und Nilgänse Probleme. Sie vermehrten sich durch fehlende natürliche Feinde in Duisburg sprunghaft. Die von den Neozoen hinterlassenen großen Kotmengen machen eine Nutzung betroffener Liegewiesen und des Spielplatzes zeitweise unmöglich.